# Pi Eridani
Pi Eridani (26 Eridanus) é uma estrela na direção da constelação de Eridanus. Possui uma ascensão reta de 03h 46m 08.50s e uma declinação de −12° 06′ 06.2″. Sua magnitude aparente é igual a 4.43. Considerando sua distância de 497 anos-luz em relação à Terra, sua magnitude absoluta é igual a −1.49. Pertence à classe espectral M1III.